# Brownville (New York)
Brownville è un comune degli Stati Uniti d'America, situato nello Stato di New York, nella contea di Jefferson.